# 21 Guns
"21 Guns" (em português: Salva de Tiros) é uma música da banda de Pop Punk Green Day. É o segundo single do seu oitavo álbum de estúdio, 21st Century Breakdown. O single foi lançado pela Reprise Records em 25 de maio de 2009 em download digital e 14 de julho de 2009 em CD. A canção foi um sucesso no Billboard Hot 100 chart, chegando à 21ª posição até agora, sendo o single mais bem sucedido desde 2005.

## Lançamento e Recepção
"21 Guns" foi lançado para as rádios de rock moderno em 25 de maio de 2009, embora já tivesse sido tocada em algumas estações de rádio, como KROQ, em Los Angeles, e 101,9, em Nova York. Na edição de rádio, a canção é quarenta segundos mais curta que a da versão do álbum, porque o solo de guitarra é encurtado e o início é cortado.
A canção é destaque na trilha sonora de Transformers: Revenge of the Fallen, que foi lançado em 23 de junho de 2009 (É apresentado quatro vezes no filme em si.). Tornou-se disponível para download na série de jogos de vídeogame Rock Band em 7 de julho de 2009, junto com as canções "East Jesus Nowhere" e "Know Your Enemy".
A música foi tocada ao vivo na temporada 34 de Saturday Night Live.
Uma versão ao vivo também foi lançada de 21 Guns Live EP em Setembro de 2009.
No UK Singles Chart, a canção atingiu um pico de 36 e atingiu a 22º lugar na Billboard Hot 100.

## Faixas
1. "21 Guns" - 5:21
2. "Favorite Son" - 2:13
3. "21 Guns (Verizon 880 Studio) - 2:14

## Videoclipe
O videoclipe foi dirigido por Marc Webb; foi filmado em Los Angeles, California em 6 de junho de 2009. Existem duas Versões do clipe: Uma versão completa, e uma versão mais curta do vídeo, que é definida como a edição de rádio da canção.
É o terceiro vídeoclipe do Green Day a aparecer Jason White tocando com a banda, depois de "Wake Me Up When September Ends" e "Working Class Hero". Ele também é visto brevemente no vídeo da música "When I Come Around", mas ele não está tocando com a banda.
Depois de passar a semana anterior na 3ª posição, o vídeo chegou à 1ª posição no VH1 Top 20 Countdown no dia 22 de agosto de 2009. Também ganhou no VMA os prêmios de melhor videoclipe de rock, melhor fotografia e melhor direção.
Num clima melancólico e provavelmente constrangedor, Gloria (Lisa Stelly) fecha as cortinas ao ver a polícia se aproximando do local, enquanto Christian (Josh Boswell) alcança um controle remoto para ligar a televisão, mas eles são surpreendidos por uma rajada de balas que atinge diversos pontos do quarto e deixam os dois apavorados. Quando a primeira seção de tiros acaba, Gloria nota que o telefone do quarto está piscando, ela o segura no ouvido antes de jogá-lo no aquário, exatamente na hora que a segunda seção começa. Os dois se olham e andam em direção do outro no meio dos tiros, se abraçam e beijam, recriando a imagem da capa do disco. O clipe termina ainda com essa cena, que dura algum tempo.
No decorrer do vídeo, é possível notar frases e poemas escritos nas paredes do quarto. Trata-se de versos da própria música do clipe e de outra do álbum 21st Century Breakdown, See The Light.

## Desempenho em Paradas Musicais
| Parada Musical (2009)                   | Posição |
| --------------------------------------- | ------- |
| Australian Singles Chart                | 14      |
| Austrian Singles Chart                  | 10      |
| Belgian Singles Chart (Wallonia)        | 38      |
| Canadian Hot 100                        | 15      |
| Danish Singles Chart                    | 37      |
| Dutch Singles Chart                     | 21      |
| European Hot 100                        | 4       |
| Irish Singles Chart                     | 21      |
| Israeli Singles Chart                   | 3       |
| Italian Singles Chart                   | 23      |
| Japan Hot 100                           | 12      |
| New Zealand Singles Chart               | 3       |
| Polish Singles Chart                    | 1       |
| Spanish Airplay Chart                   | 17      |
| Swedish Singles Chart                   | 8       |
| Swiss Singles Chart                     | 13      |
| UK Singles Chart                        | 36      |
| US Billboard Hot 100                    | 22      |
| US Billboard Alternative Songs          | 3       |
| US Billboard Adult Pop Songs            | 9       |
| US Billboard Hot Mainstream Rock Tracks | 17      |
| US Billboard Rock Songs                 | 5       |
| US Billboard Pop Songs                  | 30      |

| Parada Musical (2010)  | Posição |
| ---------------------- | ------- |
| Austrian Singles Chart | 10      |

| Paradas Musicais de Fim de Ano (2009) | Posição |
| ------------------------------------- | ------- |
| Australian Singles Chart              | 72      |
| Italian Singles Chart                 | 75      |
| New Zealand Singles Chart             | 38      |
| Swiss Singles Chart                   | 60      |
| U.S. Billboard Hot 100                | 78      |